# László Ungvárnémeti Tóth
László Ungvárnémeti Tóth (* 17. Februar 1788 in Kistokaj (nahe Mischkolz, Komitat Borschod, Ungarn); † 31. August 1820 in Wien (Österreich)) war ein ungarischer Dichter, der Werke in klassizistischem Stil in ungarischer und altgriechischer Sprache verfasste.

## Leben
László Ungvárnémeti Tóth wurde als Sohn eines evangelisch-reformierten Pfarrers und der Tochter eines Schuhmachers aus Mischkolz in dem kleinen ungarischen Ort Kistokaj geboren. Auf Wunsch der Eltern nahm er zunächst in Patak am Bodrog ein Studium der reformierten Theologie auf.
Ungvárnémeti Tóth selbst interessierte sich aber weit mehr für Poesie und Naturwissenschaft, insbesondere Medizin. Da für ein Medizinstudium zur damaligen Zeit die Beherrschung der deutschen Sprache als Voraussetzung galt, ging er 1810 nach Eperies und studierte dort mit großer Begeisterung Deutsch und zusätzlich Altgriechisch. In Eperies lernte er auch den ungarischen Dichter Ferenc Kazinczy kennen, dem er freundschaftlich verbunden blieb.
1814 zog Ungvárnémeti Tóth nach Pest und begann, Medizin zu studieren. Zugleich widmete er sich seiner dichterischen Arbeit und publizierte ab 1816.  Da ihm die Finanzierung seines Studiums zunehmend Schwierigkeiten bereitete und er nach entsprechendem Rat ein Stipendium der katholischen Kirche in Anspruch nehmen wollte, trat er, währenddessen ohne jede innere Beziehung zur christlichen Religion, 1816 zum katholischen Glauben über.
1818 übersiedelte Ungvárnémeti Tóth nach Wien und schloss dort sein Medizinstudium ab, am Ende unter ärmlichsten Verhältnissen. Noch vor der Zulassung als Arzt verstarb er in Wien, 32-jährig, im August 1820 vermutlich an Cholera.

## Werk
Ungvárnémeti Tóths dichterisches Werk ist gekennzeichnet durch das Spannungsfeld zwischen klassizistischer Poesie und seiner eigenen, durch die aufkommende Naturwissenschaft geprägten Lebenswirklichkeit der Moderne. Ein „anachronistisches Phänomen […] wie Hölderlin“ , behandelt Ungvárnémeti Tóth in einer ausdrucksstarken, an Pindar und Anakreon geschulten, aber auch „lebensfernen, kristallen in sich geschlossenen, abstrakten“  Sprache das Schicksal des Menschen in der Welt der Aufklärung. Seine dem Stil nach antike Tragödie Nárcisz vagy a’ gyilkos önn-szeretet („Narziss oder Die mörderische Selbstliebe“) kreist um die verhängnisvolle Selbstbezüglichkeit des in der Moderne auf sich zurückgeworfenen Ichs.

## Werke (Auswahl)
- Versei. („Gedichte“). Pest 1816.
- Nárcisz vagy a’ gyilkos önn-szeretet (drámai költemény). („Narziss oder Die mörderische Selbstliebe (dramatisches Gedicht)“). Pest 1816.
- Görög versei. Magyar tolmácsolattal. („Griechische Gedichte mit ungarischer Übersetzung“). Pest 1818.

## Rezeption
Nach seinem kurzen Leben geriet László Ungvárnémeti Tóth rasch in Vergessenheit, bis der ungarische Dichter Sándor Weöres den nach seinen Worten „intelligentesten ungarischen Autor“  wiederentdeckte. In seiner fiktiven Anthologie Psyché (1972) veröffentlichte Weöres Auszüge aus Ungvárnémeti Tóths Werken Seite an Seite mit den Gedichten der fiktiven Dichterin Erzsébet Lónyay und machte ihn damit wieder bekannt. Dem ungarischen Filmregisseur Gábor Bódy diente Psyché als Ausgangspunkt für seinen Spielfilm Narziss und Psyche (1980), sodass das (allegorisch überhöhte) Leben Ungvárnémeti Tóths und sein Werk in den Mittelpunkt eines Films rückten. László Vidovszky, der für die Filmmusik zu Narziss und Psyche verantwortlich zeichnet, komponierte 1980 / 81 eine Oper nach Nárcisz vagy a’ gyilkos önn-szeretet.

### (Ungarische) Textausgaben
- László Ungvárnémeti Tóth: Nárcisz vagy a’ gyilkos önn-szeretet (1816). Hrsg.: Zoltán Hermann. Ráció-Verlag, Budapest 2005 (120 S., racio.hu [abgerufen am 22. Januar 2011] Erstausgabe:  1816).
- Ausgewählte Texte von László Ungvárnémeti Tóth (einschließlich einer gekürzten Version von Nárcisz vagy a’ gyilkos önn-szeretet) sind veröffentlicht in Psyché von Sándor Weöres.

### Sekundärliteratur
- Géza Hegedüs: A magyar irodalom arcképcsarnoka. („Eine Porträtgalerie der ungarischen Literatur“). Ungarische elektronische Bibliothek, Budapest 2003, urn:nbn:hu-3155 (Erstausgabe:  1991, MEK-01149).
- József Szinnyei: Magyar írók élete és munkái. („Leben und Werk ungarischer Schriftsteller“). Ungarische elektronische Bibliothek, Budapest 2006, urn:nbn:hu-5608 (Erstausgabe:  1914, MEK-03630).
- Sándor Iván Kovács: Weöres Sándor és Ungvárnémeti Tóth László. („Sándor Weöres und László Ungvárnémeti Tóth“). In: Új Holnap. („Neuer Morgen“). Universität Miskolc, Miskolc März 1996.
- Zsuzsanna Csikós, Zoltán Fáy: Ungvárnémeti Tóth László pályakezdése. („Die frühen Jahre László Ungvárnémeti Tóths“). In: Új Holnap. („Neuer Morgen“). Universität Miskolc, Miskolc März 1996 (eMag (Memento vom 28. Oktober 2012 im Internet Archive) [abgerufen am 25. Februar 2016]).
- Éva Ócsai: A Lyrical Novel and its Filmic Adaptation. (Sándor Weöres: Psyché and Gábor Bódy: Narcissus and Psyche). In: TRANS. Internet-Zeitschrift für Kulturwissenschaften. Nr. 16. Institut zur Erforschung und Förderung Österreichischer und Internationaler Literaturprozesse, 2006, ISSN 1560-182X (eMag [abgerufen am 22. Januar 2011]).